# Альмарас-де-Дуеро
Альмарас-де-Дуеро (ісп. Almaraz de Duero) — муніципалітет в Іспанії, у складі автономної спільноти Кастилія-і-Леон, у провінції Самора. Населення — 418 осіб (2010).
Муніципалітет розташований на відстані близько 220 км на північний захід від Мадрида, 14 км на захід від Самори.

## Демографія
Динаміка населення (INE ):

## Галерея зображень

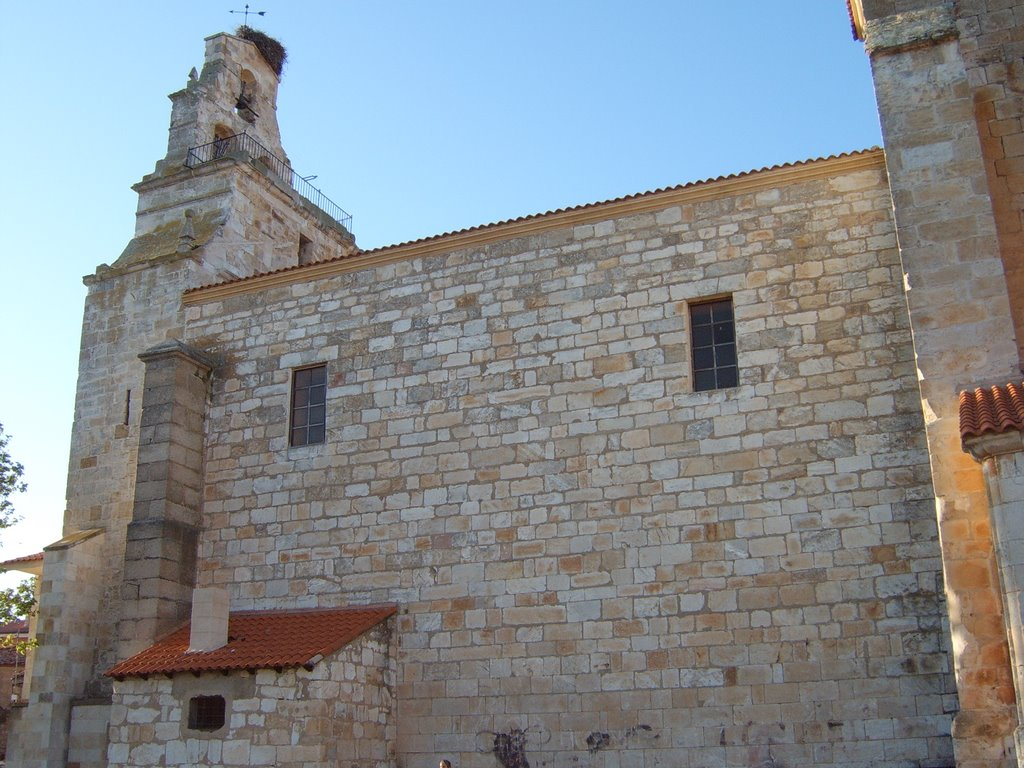
Парафіяльна церква у Альмарас-де-Дуеро